# Communauté de communes du pays d'Écueillé
La communauté de communes du pays d'Écueillé (CCPE) est une ancienne structure intercommunale française, située dans le département de l'Indre, en région Centre-Val de Loire.
Le 1er janvier 2014, elle a fusionné avec la communauté de communes du pays de Valençay pour formée la communauté de communes Écueillé - Valençay.

## Histoire
- 26 décembre 1995 : création de la communauté de communes.
- 5 mai 2004 : modification des statuts.
- 8 août 2006 : modification des statuts.
- 19 novembre 2007 : modification de l'article 3 des statuts.
- 31 décembre 2013 : disparition de la CDC.

## Territoire communautaire

### Géographie
La communauté de communes se trouvait dans le nord-ouest du département et disposait d'une superficie de 207,82 km2.
Elle s'étendait sur les 9 communes du canton d'Écueillé.

### Composition
Les communes de la CDC étaient :  Écueillé (siège), Frédille, Gehée, Heugnes, Jeu-Maloches, Pellevoisin, Préaux, Selles-sur-Nahon et Villegouin.

### Démographie
| 1995  | 1999  | 2006  | 2010  | 2013  |
| ----- | ----- | ----- | ----- | ----- |
| 4 139 | 3 895 | 3 761 | 3 635 | 3 707 |

## Administration

### Liste des présidents
| Période                                  | Période          | Identité        | Étiquette | Qualité          |
| ---------------------------------------- | ---------------- | --------------- | --------- | ---------------- |
| 26 décembre 1995                         | 31 décembre 2013 | Bernard Garnier | ?         | Maire de Heugnes |
| Les données manquantes sont à compléter. |                  |                 |           |                  |

### Compétences
Les compétences de la communauté de communes étaient :
- l'aménagement de l'espace ;
- le développement et l'aménagement économique ;
- le développement et l'aménagement social et culturel ;
- l'environnement ;
- le logement et l'habitat ;
- la voirie.